# Scarpanto (unità periferica)
L'unità periferica di Scarpanto (in greco Περιφερειακή ενότητα Καρπάθου?, Karpathos) è una delle tredici unità periferiche in cui è divisa la periferia dell'Egeo Meridionale. Il capoluogo è la città di Pigadia.
Il territorio comprende le isole di Scarpanto, Caso, Saria oltre a numerose isole dell'Egeo.

## Geografia antropica

### Suddivisioni amministrative
L'unità periferica è stata istituita il 1º gennaio 2011 a seguito dell'entrata in vigore della riforma amministrativa detta programma Callicrate. Precedentemente era parte della prefettura del Dodecaneso ed è suddivisa nei seguenti comuni (i numeri si riferiscono alla posizione del comune nella mappa qui a fianco):
- Pigadia (5)
- Caso (6)